# Geórgio Agrícola
Geórgio Agrícola (Glauchau, 24 de março de 1494 — Chemnitz, 21 de novembro de 1555) é considerado o pai da geologia como ciência.

## Biografia
Nascido Georg Pawer, sendo Pawer em alemão equivalente a camponês, seu estudo sistemático da terra e suas rochas, minerais e fósseis contribuiu enormemente para a mineração, metalurgia, mineralogia, geologia estrutural e a paleontologia. Nascido na Saxônia, Agrícola estudou na Universidade de Leipzig.
Em 1522 começou a estudar medicina, primeiro em Leipzig e depois em Bologna e Pádua na Itália, onde se graduou em 1526. Nunca foi muito entusiasmado pela medicina, dedicando seus estudos à geologia e à mineração. Começou a exercer a medicina em Joachimsthal em 1527, que era um importante centro mineiro de prata. Seu trabalho envolve observação e documentação de toda a tecnologia mineira da época.
Em 1531 deixou a Boêmia (hoje Jachymov, na República Checa) e retornou à Saxônia para assumir o cargo de médico em Chemnitz, onde permaneceu até a sua morte. Em Chemnitz exerceu várias funções públicas, entre elas a de burgomestre (prefeito). É dessa cidade que ele enviou ao prelo uma longa série de trabalhos, iniciada já na sua estada em St. Joachimsthal. Da lista de publicações constam desde um libelo político contra os turcos (que haviam vencido Viena em 1529) até títulos de metrologia, filosofia, mineralogia, geologia de mina e econômica, mineração, zoologia, medicina e história. Duas obras publicadas nesse período levaram Agrícola a ser considerado o Pai da Mineralogia: De ortu et causis subterraneorum libri V (“Gênese dos materiais no interior da Terra”, em cinco livros) e De Natura Fossilium (“Os fósseis naturais”), livro que trata dos fósseis, na época considerados como restos mortais de monstros pré-diluvianos. Ambos os livros são de 1546. De re metallica (“Da natureza dos metais”), considerado um clássico da mineralogia, foi publicado um ano depois de sua morte. Na composição dessa obra, a grande tarefa de Agrícola consistiu, além de compilar observações próprias, em tratar e organizar um vasto conjunto de conhecimentos e práticas em franco desenvolvimento, para as quais nem sequer havia terminologia latina apropriada. Acabou criando diversos neologismos em latim, que tentavam traduzir expressões alemãs dos mineiros da Erzgebige.